# Liste des métropoles du Dakota du Sud
Cet article donne une Liste des métropoles du Dakota du Sud aux États-Unis.
Une région (ou aire) métropolitaine aux États-Unis se définit par une approche fonctionnelle et non comme en Europe par une approche historique. Elle consiste en un noyau de comtés urbanisés auquel sont rattachés d'autres comtés contigus sur des critères basés sur le degré d'intégration économique et social (la région métropolitaine prend le nom de la ou des villes les plus importantes incluses dans ce noyau).
| Rang | Métropole                          | Population recensement 2010 | Aires concernées                                                               |
| ---- | ---------------------------------- | --------------------------- | ------------------------------------------------------------------------------ |
| 1    | Aire métropolitaine de Sioux Falls | 228 261                     | Au Dakota du Sud : les comtés de Minnehaha, de Lincoln, de Turner et de McCook |
| 2    | Aire métropolitaine de Rapid City  | 126 382                     | Au Dakota du Sud : les comtés de Pennington et de Meade                        |